# David Broekman
David Broekman (Leyde, 13 mai 1899 – New York, 1er janvier 1958), est un chef d'orchestre, directeur musical et compositeur américain, d'origine nééerlandaise. Dans les années 1930, il travaille à Hollywood, principalement pour le studio Universal Pictures.

## Biographie
David Broekman naît à Leyde, aux Pays-Bas, puis étudie à La Haye avec Peter van Anrooy.
Il s'installe aux États-Unis en 1924 et travaille d'abord pour la maison d'édition musicale M. Witmark & Sons, puis il se rend à Hollywood, où il écrit des musiques de films et dirige divers spectacles. En tant que chef d'orchestre invité, il dirige la Philharmonie de New York, notamment à Carnegie Hall en mai 1946, le premier concerto de Liszt, avec Simon Barere au piano.
Il écrit une biographie The Shoestring Symphony (« La Symphonie dérisoire »), où il décrit avec rancœur le style de vie hollywoodien. « David Broekman couche dans la fiction ses jours désespérés en tant que musicien de studio de film qui perd son travail et presque tout mais pas sa dignité pendant la Grande Dépression ».

## Œuvres
David Broekman laisse deux symphonies datées de 1934 et 1947, des pièces pour piano, dont une sonate.

### Écrits
- The Shoestring Symphony, Simon & Schuster, 1948 (OCLC 70298628)

### Filmographie (sélection)
- 1929 : L'Enfer blanc du Piz Palü
- 1930 : À l'Ouest, rien de nouveau
- 1931 : La Blonde platine
- 1932 : Histoire d'un amour (Back Street) de John M. Stahl

## Discographie
- Simon Barere at the Carnegie Hall. Volume 1 : Liszt, Concerto no 1 - New York Philharmonic-Symphony Orchestra, dir. David Broekman (concerts 1946, APR)[4],[2] (OCLC 45421336)
- Paganini, Concerto pour violon no 2, Caprices nos 9 et 20 (arr. orchestre) (1959, Decca/DG) lire en ligne sur Gallica